# Джек, Алистер
сэр Алистер Уильям Джек (род. 7 июля 1963) — шотландский политик, занимавший пост министра по делам Шотландии с 2019 по 2024 год. Член Консервативной партии, он был членом парламента (MP) от Дамфриса и Галлоуэя с 2017 года.

## Биография
Алистер родился 7 июля 1963 года в Дамфрис, Шотландия в семье Дэвида и Джин Джеков. Он получил образование в начальной школе Далбитти, в Кроуфордтон-Хаусе-частной подготовительной школе недалеко от Мониайва, Дамфришир, а затем в колледже Гленалмонд, в то время независимой школе-интернате для мальчиков.
Женат на Энн Ходжсон и имеет троих взрослых детей.
Алистер Джек-бизнесмен, основавший компании по найму палаток и самообслуживанию, на чём и построил своё состояние в 20 миллионов фунтов стерлингов. В настоящее время он владеет фермой в 1200 акров в близ Локерби. Ранее он возглавлял Совет по рыболовству и трасту в реке Аннан, а также Управление рыболовства Шотландии и Галлоуэй Вудлендс.
31 августа 2018 года Джек был назначен личным секретарём главы Палаты лордов. Он занимал эту должность до назначения 20 февраля 2019 года Парламентским организатором. 23 апреля 2019 года он был назначен лордом-комиссаром казначейства, занимавшим должность в правительственной канцелярской конторе. Он был назначен министром по Шотландии Борисом Джонсоном 24 июля 2019 года.
5 июля 2024 года после поражения консерваторов на парламентских выборах было сформировано лейбористское правительство Кира Стармера, в котором преемником Алистера Джека стал Иан Мюррей.